# Койнаре
Койна́ре (болг. Койнаре) — місто в Плевенській області Болгарії. Входить до складу общини Червен-Бряг.

## Населення
За даними перепису населення 2011 року у місті проживали 3706 осіб.
Національний склад населення міста:
| Національність   | Кількість осіб | Відсоток |
| ---------------- | -------------- | -------- |
| болгари          | 2562           | 94,4%    |
| цигани           | 117            | 4,3%     |
| турки            | 14             | 0,5%     |
| інша             | 10             | 0,4%     |
| не визначились   | 10             | 0,4%     |
| Всього відповіли | 2713           |          |

Розподіл населення за віком у 2011 році:
Динаміка населення: